# Les Fantômes
Les Fantômes is een Frankrijk-Duits-Belgische dramafilm uit 2024, geregisseerd en mede geschreven door Jonathan Millet en zijn regiedebuut. De hoofdrollen worden vertolkt door Adam Bessa, Tawfeek Barhom, Julia Franz Richter en Hala Rajab.

## Verhaal
Hamid is lid van Yaqaza, een geheime organisatie die Syrische oorlogsmisdadigers achtervolgt. hij dwaalt rond in Straatsburg, op zoek naar zijn beul, wiens gezicht hij nog nooit heeft gezien en die hem in de gevangenis van Saidnaya heeft gemarteld.

## Rolverdeling
| Acteur              | Personage |
| ------------------- | --------- |
| Adam Bessa          | Hamid     |
| Tawfeek Barhom      | Harfaz    |
| Julia Franz Richter | Nina      |
| Hala Rajab          | Yara      |

## Productie
Eind maart 2021 onthulde Le Groupe Ouest haar jaarlijkse selectie van jonge regisseurs en hun eerste speelfilmproject, waaronder Jonathan Millet met Les Fantômes, een spionagefilm. Deze film wordt ondersteund en geproduceerd door Pauline Seigland voor het Films Grand Huit. Het scenario is van Jonathan Millet en Florence Rochat, gebaseerd op echte gebeurtenissen op basis van verhalen en getuigenissen van leden van geheime groepen die Syrische oorlogsmisdadigers in Europa opsporen. Oorspronkelijk was Millet van plan een documentaire te maken, maar tijdens zijn onderzoek ontdekte hij ondergrondse netwerken, bewijsjagers en groepen die maandenlang oorlogsmisdadigers in Europa opsporen. Deze ontdekking viel samen met de publicatie, in april 2019, in Libération van twee artikelen over de Yaqaza-cel en de jacht op een 'chemicus' in Duitsland. Vanaf dit moment besloot hij er een speelfilm van te maken.
Het budget bedroeg 3,9 miljoen euro. In november 2022 ontving de regisseur de Creatieprijs van de Fondation Gan, die hem 53.000 euro steun verleende voor zijn scenario. Eind januari 2023 won hij met zijn scenario twee prijzen, waaronder één van het publiek en één van Fondation Visio, op het Festival Premiers Plans in Angers. In maart werd Arte France Cinéma coproducent. De film was afgewerkt op 3 mei 2024.

### Filmopnames
De filmopnames gingen van start op 3 juli 2023 in Straatsburg, onder meer op het Square Louise-Weiss dat werd omgebouwd tot kerstmarkt in de wijk Petite France. De opnames vonden ook plaats in Jordanië, in september, voor het Midden-Oosten, de woestijn en het Syrische vluchtelingenkamp en in Duitsland voor Berlijn.

## Release en ontvangst
Les Fantômes ging op 15 mei 2024 in première op het Filmfestival van Cannes als openingsfilm van de Semaine de la critique-sectie (Séances spéciales). De film kreeg van de filmcritici op Allociné 4 op 5 sterren, gebaseerd op 31 beoordelingen. De film ontving in december 2024 vier nominaties voor de Prix Lumières.

## Prijzen en nominaties
De belangrijkste:
| Jaar | Prijs         | Categorie        | Genomineerde(n)                  | Uitslag       |
| ---- | ------------- | ---------------- | -------------------------------- | ------------- |
| 2025 | Prix Lumières | Beste acteur     | Adam Bessa                       | In afwachting |
| 2025 | Prix Lumières | Beste debuutfilm | Jonathan Millet                  | In afwachting |
| 2025 | Prix Lumières | Beste scenario   | Jonathan Millet, Florence Rochat | In afwachting |
| 2025 | Prix Lumières | Beste filmmuziek | Yuksek                           | In afwachting |